# 1,1-二溴-1-丁烯
1,1-二溴-1-丁烯是一种有机化合物，化学式为Br2C=CHCH2CH3。它可由丙醛、四溴化碳和三苯基膦在二氯甲烷中反应制得。它和双(三甲基硅基)氨基锂反应，原位生成1-溴-1-丁炔，该中间体在催化下和苯乙炔等炔烃偶联，可以得到1,3-己二炔-1-基苯。